# Eumonocentrus maculipennis
Eumonocentrus maculipennis är en insektsart som beskrevs av Capener 1972. Eumonocentrus maculipennis ingår i släktet Eumonocentrus och familjen hornstritar. Inga underarter finns listade i Catalogue of Life.